# Allorhadinorhynchus
Allorhadinorhynchus is een geslacht in de taxonomische indeling van de haakwormen, ongewervelde en parasitaire wormen die meestal 1 tot 2 cm lang worden. De worm behoort tot de familie Diplosentidae. Allorhadinorhynchus werd in 1959 beschreven door S. Yamaguti.